# Неруб
Не́руб — ботанічна пам'ятка природи місцевого значення в Україні. Об'єкт природно-заповідного фонду Харківської області. 
Розташована на території Великобурлуцького району Харківської області, на захід від села Горяне. 
Площа 6,2 га. Статус присвоєно згідно з рішенням облвиконкому від 03.12.1984 року № 562. Перебуває у віданні ДП «Куп'янське лісове господарство» (Великобурлуцьке л-во, кв. 44, вид. 4, 5). 
Статус присвоєно для збереження кленово-липової діброви та насадження цінної інтродукованої породи — дуба північного.